# Paractenopsyllus pauliani
Paractenopsyllus pauliani är en loppart som beskrevs av Lumaret 1962. Paractenopsyllus pauliani ingår i släktet Paractenopsyllus och familjen smågnagarloppor. Inga underarter finns listade i Catalogue of Life.